# Dřív než půjdu spát
Dřív než půjdu spát (v anglickém originále Before I Go to Sleep) je koprodukční dramatický film z roku 2014. Režisérem filmu je Rowan Joffé. Hlavní role ve filmu ztvárnili Nicole Kidman, Colin Firth, Mark Strong, Anne-Marie Duff a Dean-Charles Chapman.

## Obsazení
| Nicole Kidman        | Christine Lucas |
| Colin Firth          | Ben Lucas       |
| Mark Strong          | Dr. Nasch       |
| Anne-Marie Duff      | Claire          |
| Dean-Charles Chapman | Adam            |
| Jing Lusi            | sestra Kate     |
| Rosie MacPherson     | Emily           |
| Ben Crompton         | skladník        |